# هاپوتاله اوداگاما
هاپوتاله اوداگاما (به لاتین: Haputale Udagama) یک منطقهٔ مسکونی در سری‌لانکا است که در استان مرکزی (سری‌لانکا) واقع شده‌است.